# Mimi Ndiweni
Mimî Ndiweni, créditée Mimî M. Khayisa depuis 2021, née le 31 août 1991 à Guildford, dans le Surrey, en Angleterre, au (Royaume-Uni), est une actrice britannico-zimbabwéenne.
Elle est surtout connue pour avoir joué Fringilla Vigo dans The Witcher, Tilly Brockless dans la série télévisée Mr Selfridge et Ester / Jekasai dans la pièce de théâtre The Convert au Gate Theatre de Londres. Elle est également apparue au cinéma dans Star Wars: The Rise of Skywalker, Cinderella et The Legend of Tarzan.

## Biographie

### Enfance et éducation
Mimî Michelle Ndiweni, née le 31 août 1991, a grandi à Guildford dans le Surrey et a commencé le théâtre à l'adolescence. Sa mère est anglaise et son père est zimbabwéen. Elle rejoint les studios du théâtre Yvonne Arnaud de Mill Street alors qu'elle est au lycée. Elle a poursuivi ses études au Royal Welsh College of Music and Drama de Cardiff.

### Prix Spotlight
En 2013, à l'âge de 21 ans, Mimi Ndiweni remporte le prix Spotlight, un prix qui récompense la meilleure performance parmi les 20 meilleures écoles de théâtre du Royaume-Uni, avec sa performance de Jenna Marbles dans How to Get Guys to Leave You Alone. Le prix Spotlight a déjà été remporté par des personnalités comme Dame Judi Dench, Zoe Wanamaker et Robert Lindsay.
Mimi a également été présentée comme One to Watch par The Independent en 2013 et figurait sur la liste des Stars de 2015 de Evening Standard, après avoir joué au Midsummer Mischief Festival du RSC.

## Carrière

### Théâtre
Mimi est embauchée par la Royal Shakespeare Company en 2013 après avoir obtenu son diplôme du Royal Welsh College of Music and Drama. Elle joue plusieurs rôles importants à la Royal Shakespeare Company dont, notamment, Tiger Lily dans Wendy et Peter Pan,, Cordelia dans Le Roi Lear et Ophelia dans Hamlet.
Elle quitte le RSC en 2015 pour faire une apparition régulière dans l'émission de télévision M. Selfridge, mais y revient à plusieurs reprises en tant qu'invitée. Mimi a également fait une tournée en Amérique du Nord avec la Royal Shakespeare Company en 2018, jouant le rôle de Cordelia dans King Lear à New York et d'Ophelia dans Hamlet à Washington DC.
En 2017, elle a eu son premier rôle principal, jouant Jekesai / Ester dans The Convert de Danai Gurira au Gate Theatre de Londres. La pièce elle-même et son rôle ont été acclamés par la critique, avec des critiques de quatre et cinq étoiles de certains des critiques les plus respectés de Londres, notamment le Financial Times, The Guardian, Timeout, The Times et What's On Stage,,,,.

### Cinéma et télévision
La première apparition de Ndiweni dans un film a lieu en 2015 dans Cendrillon de Disney. Elle a ensuite joué Eshe dans Tarzan en 2016, avec Margot Robbie. En 2016, Mimi a joué Tilly Brockless dans Mr Selfridge dans huit épisodes de la dernière saison, et en mai 2017, elle a joué le rôle d'Abby dans l'épisode de Doctor Who Oxygen lors de la 10e saison,,.
En octobre 2018, Netflix annonce que Mimi Ndiweni jouerait le rôle de Fringilla Vigo dans The Witcher.

## Filmographie

### Cinéma
- 2015 : Cendrillon de Kenneth Branagh : Slipper Lady
- 2016 : Tarzan de David Yates : Eshe
- 2019 : Star Wars, épisode IX : L'Ascension de Skywalker de J. J. Abrams : une officier de la Résistance

### Télévision
- 2016 : Le dernier chasseur de dragons, téléfilm de Jamie Magnus Stone : journaliste
- 2016 : Mr Selfridge : Tilly Brockless
- 2017 : Doctor Who : Abby
- 2017 : Rellik : DC Andrea Reed
- 2018 : Black Earth Rising : Mary Mundanzi
- depuis 2019 : The Witcher  : Fringilla
- 2019 : In the Long Run : Berenice Sidebottom

## Théâtre
- La Fourmi et la Cigale : Laskarina Bouboulina
- Revolt. She said. Revolt again... : Spectacle d'ensemble
- Hamlet : Ophelia
- La Mégère apprivoisée : Lucentio
- Wendy et Peter Pan : Tiger Lily
- Soul : Tammy Gaye
- The Convert : Jekesai / Ester
- Le Roi Lear : Cordelia